# 프루트강

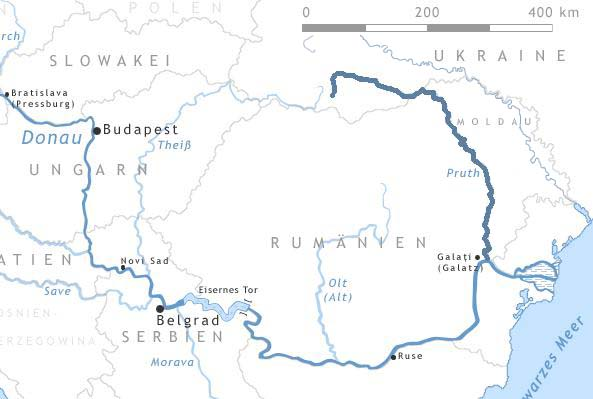
프루트강

프루트강(우크라이나어: Прут, 루마니아어: Prut)은 길이 953 km의 강으로 카르파티아산맥에서 발원을 해서, 도나우강에서 가까운 레니와 동부의 갈라치로 흘러들어간다.
고대에는 피레투스강(Pyretus) 또는 포라타강(Porata)으로 불렸다. 1940년 이전에는 베사라비아와 부코비나가 루마니아에 완전히 점령되었다. 711 km가 루마니아와 몰도바에 접해 있다. 가장 큰 도시는 체르니우치(Cernăuţi)이다.

## 같이 보기
- 포쿠탸